# Pictures at an Exhibition
Cet article concerne l'arrangement d'Emerson, Lake and Palmer. Pour l'œuvre originale de Modeste Moussorgski, voir Tableaux d'une exposition.
Albums de Emerson, Lake and Palmer
Tarkus
(1971) Trilogy
(1972)
Lives par Emerson, Lake and Palmer
Welcome Back My Friends to the Show That Never Ends
(1974)
Singles
1. Nutrocker (en)/The Great Gate of Kiev
Sortie : 1971

Pictures at an Exhibition est le premier album live et le troisième disque du groupe Emerson, Lake and Palmer, sorti en novembre 1971. C'est le seul album du trio à ne pas contenir de guitares électriques, Greg Lake y joue seulement de la basse ou de la guitare acoustique, selon les pièces.

## Historique

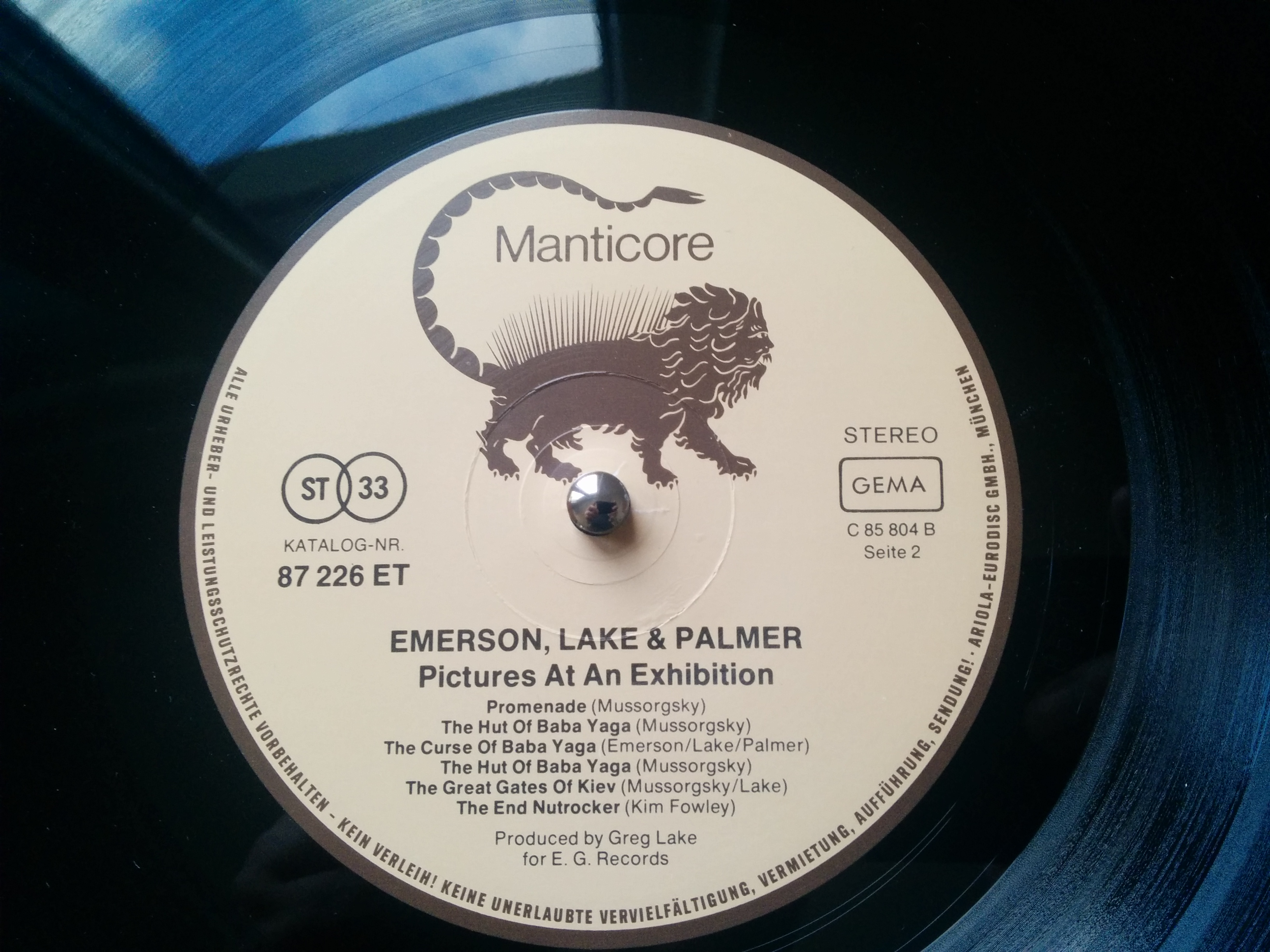
Étiquette d'une édition allemande de Pictures at an Exhibition.

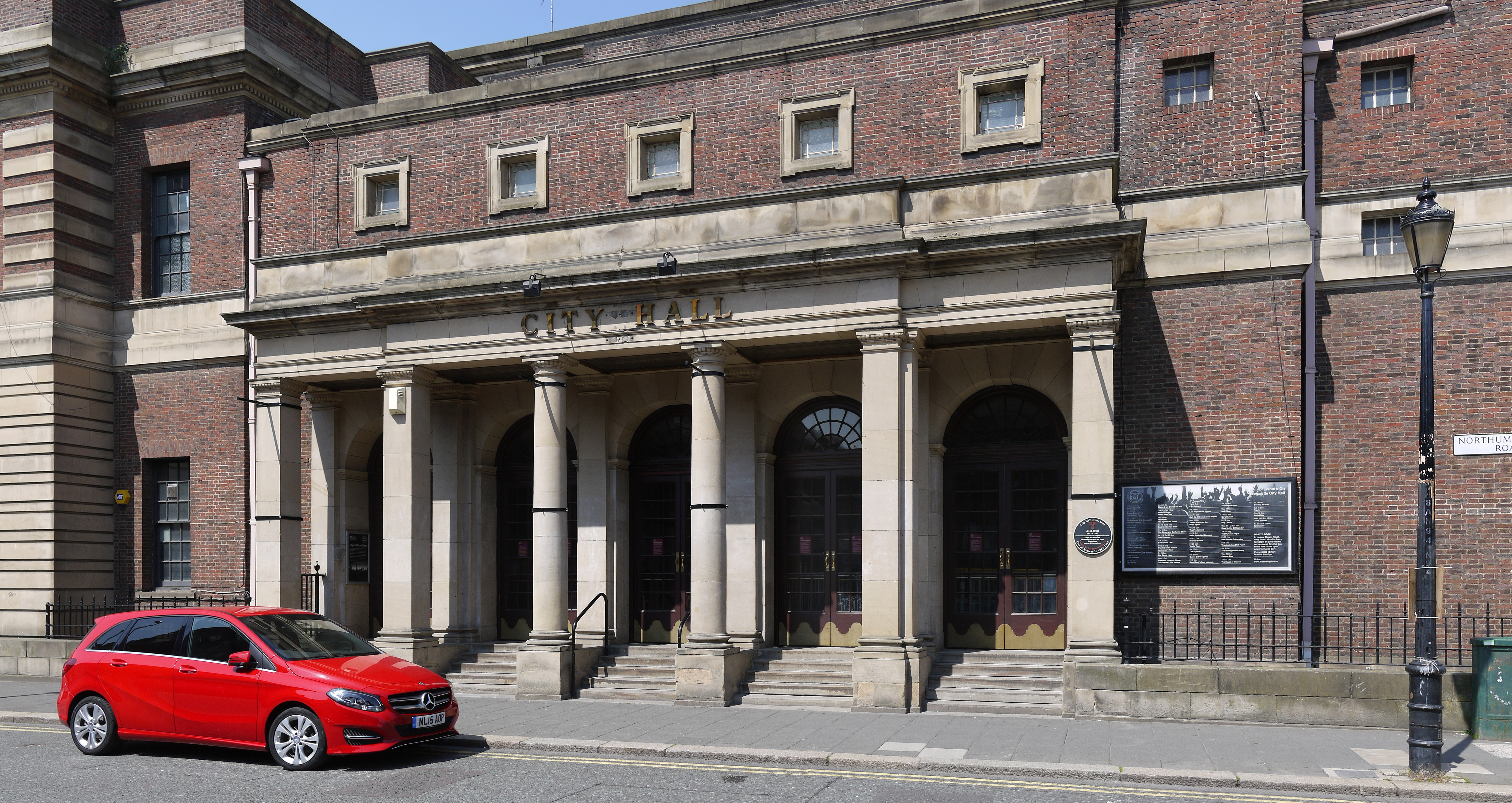
Newcastle City Hall.

Cet album est enregistré en public le 26 mars 1971 au City Hall (en) de Newcastle upon Tyne et produit par Greg Lake.
Les titres reprennent ceux d'un cycle de pièces pour piano (en) intitulé Tableaux d'une exposition écrit par le compositeur russe Modeste Moussorgski en juin-juillet 1874 et arrangés par les musiciens du groupe. Seul le rappel, Nutrocker (en), est une adaptation en version rock faite par Kim Fowley d'un extrait du ballet Casse-noisette de Piotr Ilitch Tchaïkovski. Elle a été popularisée en 1962 par le groupe américain B. Bumble and the Stingers et a atteint la première place des charts britanniques.
La pochette est l'œuvre du peintre anglais William Neal (en) qui avait déjà réalisé celle de l'album Tarkus.
Cet album se classe à la 10e place du Billboard 200 aux États-Unis et à la 3e place des charts britanniques.

## Titres
| 1. | Promenade       | Instrumental | Modeste Moussorgski | 1:58 |
| 2. | The Gnome       | Instrumental | Moussorgski-Palmer  | 4:18 |
| 3. | Promenade       | Greg Lake    | Modest Moussorgski  | 1:23 |
| 4. | The Sage        | Greg Lake    | Greg Lake           | 4:42 |
| 5. | The Old Castle  | Instrumental | Emerson-Moussorgski | 2:33 |
| 6. | Blues Variation | Instrumental | Emerson-Lake-Palmer | 4:22 |

| 1. | Promenade                         | Instrumental | Modest Moussorgski | 1:29 |
| 2. | The Hut of Baba Yaga (Part 1)     | Instrumental | Modest Moussorgski | 1:12 |
| 3. | The Curse of Baba Yaga            | Greg Lake    | Emerson-Palmer     | 4:10 |
| 4. | The Hut of Baba Yaga (Conclusion) | Instrumental | Modest Moussorgski | 1:06 |
| 5. | The Great Gate of Kiev / The End  | Greg Lake    | Modest Moussorgski | 6:37 |
| 6. | Nutrocker (en)                    | Instrumental | Tchaïkovski-Fowley | 4:26 |

## Musiciens
- Keith Emerson : Orgue Hammond, synthétiseur Moog, clavinet
- Greg Lake : Basse, guitare acoustique, chant
- Carl Palmer : Batterie, percussions

## Charts & certifications
| Pays        | Durée du classement | Meilleur classement |
| ----------- | ------------------- | ------------------- |
| Allemagne   | 8 semaines          | 9e                  |
| Canada      | 18 semaines         | 3e                  |
| Italie      | -                   | 5e                  |
| États-Unis  | 23 semaines         | 10e                 |
| Norvège     | 13 semaines         | 18e                 |
| Pays-Bas    | 9 semaines          | 6e                  |
| Royaume-Uni | 5 semaines          | 3e                  |

| Pays        | Ventes    | Certification | Date       |
| ----------- | --------- | ------------- | ---------- |
| États-Unis  | 500 000 + | Or            | 17/04/1972 |
| Royaume-Uni | 60 000 +  | Argent        | 01/11/1975 |

### Charts single
| Date | Single    | Chart           | Durée du classement | Position |
| ---- | --------- | --------------- | ------------------- | -------- |
| 1972 | Nutrocker | Hot 100         | 6 semaines          | 70e      |
| 1972 | Nutrocker | RPM Top Singles | 7 semaines          | 48e      |